# Eerste divisie 1960/61
Het seizoen 1960/61 van de Nederlandse Eerste divisie bestond uit 36 clubs die verdeeld waren in twee competities. Volendam won in A en Blauw-Wit in B. Beide clubs promoveerden naar de Eredivisie.

## Nieuwkomers en wijzigingen

### Eerste divisie A
Promotie Tweede divisie 1959/60:
- EDO
- Enschedese Boys

Degradatie Eredivisie 1959/60:
- Volendam

Overgeplaatst uit poule B:
- AGOVV
- D.F.C.
- Helmondia '55
- Hermes DVS
- Leeuwarden
- Limburgia
- RBC

### Eerste divisie B
Promotie uit de Tweede divisie 1959/60:
- Hilversum
- EBOH
- Heerenveen

Degradatie uit de Eredivisie 1959/60:
- Blauw-Wit
- Sittardia

Overgeplaatst uit poule A:
- Excelsior
- 't Gooi
- Helmond
- SVV
- Wageningen

## Eerste divisie A

### Deelnemende teams
| Club            | Plaats           | Accommodatie           | Capaciteit | Trainer              |
| --------------- | ---------------- | ---------------------- | ---------- | -------------------- |
| AGOVV           | Apeldoorn        | Berg & Bos             | 20.000     | Ben Tap              |
| BVV             | 's-Hertogenbosch | De Vliert              | 25.000     | Toon van Beek        |
| D.F.C.          | Dordrecht        | Krommedijk             | 12.000     | Karl Humenberger     |
| De Volewijckers | Amsterdam        | Mosveld                | 15.000     | Daan de Jongh        |
| EDO             | Haarlem          | Noordersportpark       | 10.000     | Piet van Houwelingen |
| Enschedese Boys | Enschede         | Heekpark               | 25.000     | Bas Paauwe           |
| Fortuna         | Vlaardingen      | Floreslaan             | 12.000     | Rinus Smits          |
| Helmondia '55   | Helmond          | De Braak               | 12.000     | Ernie Robinson       |
| Hermes DVS      | Schiedam         | Harga                  | 16.000     | Wim Blokland         |
| HVC             | Amersfoort       | Birkhoven              | 10.000     | Ger Stroker          |
| KFC             | Koog aan de Zaan | Breestraat             | 10.000     | Toon Bruins Slot     |
| Leeuwarden      | Leeuwarden       | Gemeentelijk Sportpark | 16.000     | Piet Dubbelman       |
| Limburgia       | Brunssum         | Venweg                 | 15.500     | Ludwig Veg           |
| RBC             | Roosendaal       | De Luiten              | 5.900      | Arend Koolen         |
| Stormvogels     | Velsen           | Schoonenberg           | 18.000     | Franz Rybicki        |
| Veendam         | Veendam          | De Langeleegte         | 13.000     | Tinus van der Pijl   |
| Vitesse         | Arnhem           | Nieuw-Monnikenhuize    | 18.000     | Branko Vidović       |
| Volendam        | Volendam         | Julianastraat          | 15.000     | Bram Appel           |

### Eindstand
| pos | club            | gs | w  | g | v  | pnt | dv | dt  | ds  |
| --- | --------------- | -- | -- | - | -- | --- | -- | --- | --- |
| 1.  | Volendam        | 34 | 21 | 7 | 6  | 49  | 82 | 37  | 45  |
| 2.  | De Volewijckers | 34 | 21 | 5 | 8  | 47  | 86 | 49  | 37  |
| 3.  | KFC             | 34 | 20 | 6 | 8  | 46  | 66 | 40  | 26  |
| 4.  | Vitesse         | 34 | 19 | 6 | 9  | 44  | 73 | 54  | 19  |
| 5.  | Enschedese Boys | 34 | 15 | 9 | 10 | 39  | 95 | 69  | 26  |
| 6.  | Limburgia       | 34 | 16 | 7 | 11 | 39  | 61 | 54  | 7   |
| 7.  | Hermes DVS      | 34 | 16 | 5 | 13 | 37  | 49 | 60  | -11 |
| 8.  | D.F.C.          | 34 | 14 | 7 | 13 | 35  | 64 | 52  | 12  |
| 9.  | HVC             | 34 | 13 | 8 | 13 | 34  | 62 | 55  | 7   |
| 10. | Leeuwarden      | 34 | 12 | 8 | 14 | 32  | 73 | 80  | -7  |
| 11. | BVV             | 34 | 14 | 4 | 16 | 32  | 51 | 63  | -12 |
| 12. | Fortuna         | 34 | 12 | 6 | 16 | 30  | 57 | 62  | -5  |
| 13. | Veendam         | 34 | 11 | 8 | 15 | 30  | 66 | 75  | -9  |
| 14. | Stormvogels     | 34 | 12 | 5 | 17 | 29  | 55 | 73  | -18 |
| 15. | RBC             | 34 | 9  | 9 | 16 | 27  | 68 | 76  | -8  |
| 16. | AGOVV           | 34 | 9  | 9 | 16 | 27  | 70 | 81  | -11 |
| 17. | EDO             | 34 | 8  | 5 | 21 | 21  | 47 | 88  | -41 |
| 18. | Helmondia '55   | 34 | 4  | 6 | 24 | 14  | 47 | 104 | -57 |

### Legenda
| Kleur | Kwalificatie voor                                    |
| ----- | ---------------------------------------------------- |
|       | Promotie naar de Eredivisie                          |
|       | Nacompetitie voor promotie naar de Eredivisie        |
|       | Nacompetitie tegen degradatie naar de Tweede divisie |
|       | Degradatie naar de Tweede divisie                    |

### Uitslagen
|                 | AGO   | BVV   | DFC   | EDO   | ENB   | FVL   | H55   | DVS   | HVC   | KFC   | LEE   | LIM   | RBC   | STO   | VEE   | VIT   | VOL   | VWK   |
| --------------- | ----- | ----- | ----- | ----- | ----- | ----- | ----- | ----- | ----- | ----- | ----- | ----- | ----- | ----- | ----- | ----- | ----- | ----- |
| AGOVV           |       | 2 – 1 | 1 – 1 | 3 – 4 | 2 – 3 | 3 – 1 | 5 – 2 | 1 – 2 | 2 – 2 | 3 – 2 | 1 – 2 | 6 – 2 | 3 – 3 | 2 – 2 | 2 – 2 | 3 – 2 | 1 – 2 | 2 – 3 |
| BVV             | 1 – 2 |       | 1 – 0 | 1 – 2 | 2 – 0 | 1 – 1 | 3 – 0 | 1 – 2 | 1 – 0 | 1 – 0 | 1 – 0 | 2 – 2 | 0 – 0 | 2 – 3 | 5 – 2 | 2 – 1 | 2 – 1 | 4 – 1 |
| D.F.C.          | 3 – 0 | 3 – 0 |       | 4 – 0 | 4 – 1 | 0 – 1 | 2 – 4 | 1 – 0 | 2 – 2 | 0 – 0 | 0 – 0 | 4 – 0 | 3 – 1 | 4 – 0 | 5 – 1 | 2 – 1 | 1 – 1 | 1 – 3 |
| EDO             | 2 – 1 | 1 – 4 | 0 – 4 |       | 5 – 4 | 2 – 3 | 1 – 0 | 2 – 3 | 4 – 1 | 1 – 2 | 1 – 1 | 1 – 3 | 0 – 1 | 1 – 4 | 2 – 4 | 1 – 2 | 0 – 2 | 1 – 2 |
| Enschedese Boys | 1 – 1 | 7 – 0 | 5 – 2 | 4 – 1 |       | 4 – 2 | 3 – 2 | 7 – 2 | 4 – 1 | 2 – 1 | 8 – 1 | 1 – 2 | 6 – 4 | 5 – 0 | 2 – 2 | 0 – 0 | 1 – 0 | 1 – 2 |
| Fortuna         | 2 – 1 | 2 – 1 | 0 – 2 | 1 – 1 | 2 – 2 |       | 0 – 1 | 1 – 0 | 3 – 0 | 1 – 2 | 3 – 3 | 1 – 0 | 1 – 1 | 2 – 0 | 4 – 1 | 8 – 0 | 2 – 0 | 0 – 2 |
| Helmondia '55   | 3 – 3 | 0 – 2 | 1 – 4 | 3 – 3 | 2 – 2 | 1 – 1 |       | 3 – 0 | 2 – 3 | 0 – 4 | 2 – 5 | 0 – 2 | 1 – 2 | 0 – 2 | 5 – 1 | 1 – 3 | 1 – 4 | 0 – 7 |
| Hermes DVS      | 2 – 0 | 0 – 1 | 2 – 2 | 0 – 1 | 4 – 3 | 1 – 3 | 3 – 1 |       | 1 – 1 | 0 – 0 | 4 – 2 | 1 – 1 | 3 – 2 | 2 – 0 | 2 – 0 | 1 – 1 | 1 – 0 | 4 – 3 |
| HVC             | 1 – 3 | 4 – 1 | 3 – 1 | 5 – 1 | 6 – 1 | 4 – 2 | 0 – 0 | 1 – 2 |       | 2 – 1 | 1 – 1 | 0 – 1 | 2 – 1 | 6 – 0 | 2 – 2 | 2 – 1 | 0 – 0 | 1 – 2 |
| KFC             | 4 – 3 | 2 – 0 | 2 – 0 | 1 – 0 | 3 – 2 | 3 – 1 | 5 – 2 | 4 – 0 | 1 – 0 |       | 1 – 1 | 1 – 0 | 1 – 1 | 1 – 3 | 5 – 2 | 1 – 1 | 3 – 4 | 3 – 2 |
| Leeuwarden      | 6 – 4 | 5 – 2 | 5 – 0 | 1 – 3 | 1 – 2 | 4 – 3 | 6 – 2 | 4 – 1 | 1 – 4 | 0 – 2 |       | 2 – 3 | 0 – 2 | 2 – 3 | 3 – 2 | 6 – 1 | 2 – 7 | 1 – 5 |
| Limburgia       | 3 – 0 | 2 – 0 | 4 – 3 | 5 – 2 | 1 – 1 | 4 – 0 | 3 – 0 | 1 – 2 | 0 – 0 | 0 – 1 | 1 – 2 |       | 3 – 2 | 3 – 2 | 3 – 1 | 4 – 4 | 0 – 2 | 0 – 4 |
| RBC             | 4 – 1 | 3 – 6 | 4 – 2 | 1 – 1 | 3 – 3 | 3 – 1 | 6 – 2 | 1 – 2 | 0 – 1 | 2 – 3 | 2 – 2 | 2 – 2 |       | 2 – 3 | 1 – 0 | 1 – 3 | 2 – 2 | 1 – 3 |
| Stormvogels     | 2 – 4 | 0 – 0 | 3 – 0 | 2 – 0 | 1 – 2 | 2 – 1 | 3 – 2 | 0 – 1 | 3 – 0 | 0 – 0 | 2 – 3 | 3 – 3 | 5 – 4 |       | 0 – 2 | 0 – 1 | 1 – 4 | 1 – 1 |
| Veendam         | 3 – 3 | 4 – 2 | 4 – 1 | 6 – 0 | 3 – 3 | 2 – 0 | 5 – 2 | 1 – 0 | 0 – 4 | 0 – 2 | 0 – 0 | 1 – 2 | 1 – 3 | 3 – 1 |       | 1 – 1 | 0 – 2 | 3 – 2 |
| Vitesse         | 4 – 1 | 3 – 0 | 1 – 0 | 5 – 1 | 2 – 1 | 4 – 1 | 3 – 1 | 3 – 1 | 4 – 1 | 1 – 2 | 0 – 0 | 1 – 0 | 5 – 1 | 5 – 1 | 4 – 2 |       | 3 – 2 | 1 – 2 |
| Volendam        | 1 – 1 | 6 – 1 | 0 – 2 | 1 – 1 | 2 – 1 | 3 – 1 | 7 – 0 | 2 – 0 | 5 – 1 | 2 – 1 | 4 – 1 | 2 – 0 | 3 – 2 | 2 – 1 | 1 – 1 | 3 – 0 |       | 2 – 2 |
| De Volewijckers | 3 – 0 | 2 – 0 | 1 – 1 | 4 – 1 | 3 – 3 | 4 – 2 | 1 – 1 | 6 – 0 | 2 – 1 | 3 – 2 | 3 – 0 | 0 – 1 | 2 – 0 | 3 – 2 | 1 – 4 | 1 – 2 | 1 – 3 |       |

### Topscorers
| #   | Naam              | Club            | Goal |
| --- | ----------------- | --------------- | ---- |
| 1.  | Wout Schaft       | De Volewijckers | 27   |
| 2.  | Freek Kraijer     | AGOVV           | 26   |
| 3.  | Gerrit Moddejonge | Enschedese Boys | 24   |
| 4.  | Jan Hoekema       | Leeuwarden      | 22   |
| 4.  | Bennie Marcus     | HVC             | 22   |
| 6.  | Piet Bruijninckx  | RBC             | 20   |
| 7.  | Theo Spierings    | Helmondia '55   | 20   |
| 8.  | Wim de Kreek      | D.F.C.          | 19   |
| 9.  | Hans Verhagen     | Leeuwarden      | 16   |
| 10. | Bert Bouma        | Veendam         | 15   |
| 10. | Martin Koeman     | KFC             | 15   |
| 10. | Henk Leusink      | Enschedese Boys | 15   |
| 10. | Dick Tol          | Volendam        | 15   |
| 10. | Harmen Veerman    | Volendam        | 15   |

## Eerste divisie B

### Deelnemende teams
| Club       | Plaats     | Accommodatie           | Capaciteit | Trainer             |
| ---------- | ---------- | ---------------------- | ---------- | ------------------- |
| Be Quick   | Groningen  | Esserberg              | 12.000     | Arie de Vroet       |
| Blauw-Wit  | Amsterdam  | Olympisch Stadion      | 65.000     | Franz Fuchs         |
| DHC        | Delft      | Brasserskade           | 18.000     | Friedrich Donenfeld |
| EBOH       | Dordrecht  | Zuidendijk             | 8.500      | Lajos Tóth          |
| Excelsior  | Rotterdam  | Woudestein             | 11.000     | Bob Janse           |
| Eindhoven  | Eindhoven  | Aalsterweg             | 27.000     | Jan Bijl            |
| Go Ahead   | Deventer   | Vetkampstraat          | 10.000     | Gilbert Richmond    |
| Heerenveen | Heerenveen | Gemeentelijk Sportpark | 12.000     | Siem Plooijer       |
| Helmond    | Helmond    | Houtsdonk              | 8.500      | Jaap van Burg       |
| Heracles   | Almelo     | Bornsestraat           | 20.000     | Michael Keeping     |
| 't Gooi    | Hilversum  | Gemeentelijk Sportpark | 16.000     | Ron Dellow          |
| RCH        | Heemstede  | Sportparklaan          | 18.000     | Kick Smit           |
| SHS        | Den Haag   | Houtrust               | 25.000     | Ludwig Veg          |
| Sittardia  | Sittard    | Sittardia-terrein      | 17.000     | Harrie Verhardt     |
| SVV        | Schiedam   | Frankelandsedijk       | 15.000     | Hans Croon          |
| VSV        | Velsen     | Schoonenberg           | 18.000     | Jan de Wit          |
| Wageningen | Wageningen | De Wageningse Berg     | 16.000     | Han Hokke           |
| ZFC        | Zaandam    | Westzanerdijk          | 10.000     | Jan van Asten       |

### Eindstand
| pos | club       | gs | w  | g  | v  | pnt | dv  | dt | ds  |
| --- | ---------- | -- | -- | -- | -- | --- | --- | -- | --- |
| 1.  | Blauw-Wit  | 34 | 28 | 5  | 1  | 61  | 110 | 34 | 76  |
| 2.  | DHC        | 34 | 21 | 9  | 4  | 51  | 70  | 26 | 44  |
| 3.  | Heracles   | 34 | 23 | 3  | 8  | 49  | 115 | 47 | 68  |
| 4.  | Excelsior  | 34 | 15 | 7  | 12 | 37  | 72  | 58 | 14  |
| 5.  | Sittardia  | 34 | 15 | 7  | 12 | 37  | 61  | 63 | -2  |
| 6.  | SVV        | 34 | 14 | 7  | 13 | 35  | 52  | 60 | -8  |
| 7.  | Heerenveen | 34 | 14 | 5  | 15 | 33  | 70  | 47 | 23  |
| 8.  | ZFC        | 34 | 13 | 7  | 14 | 33  | 51  | 52 | -1  |
| 9.  | 't Gooi    | 34 | 13 | 7  | 14 | 33  | 51  | 72 | -21 |
| 10. | Wageningen | 34 | 14 | 4  | 16 | 32  | 70  | 76 | -6  |
| 11. | Be Quick   | 34 | 11 | 9  | 14 | 31  | 65  | 74 | -9  |
| 12. | VSV        | 34 | 12 | 5  | 17 | 29  | 51  | 69 | -18 |
| 13. | Eindhoven  | 34 | 8  | 11 | 15 | 27  | 46  | 68 | -22 |
| 14. | SHS        | 34 | 9  | 8  | 17 | 26  | 50  | 63 | -13 |
| 15. | Go Ahead   | 34 | 8  | 10 | 16 | 26  | 51  | 80 | -29 |
| 16. | EBOH       | 34 | 9  | 7  | 18 | 25  | 44  | 89 | -45 |
| 17. | Helmond    | 34 | 9  | 6  | 19 | 24  | 41  | 69 | -28 |
| 18. | RCH        | 34 | 8  | 7  | 19 | 23  | 55  | 78 | -23 |

### Legenda
| Kleur | Kwalificatie voor                                    |
| ----- | ---------------------------------------------------- |
|       | Promotie naar de Eredivisie                          |
|       | Nacompetitie voor promotie naar de Eredivisie        |
|       | Nacompetitie tegen degradatie naar de Tweede divisie |
|       | Degradatie naar de Tweede divisie                    |

### Uitslagen
|            | BQU   | BLW   | DHC   | EBO    | EVV   | EXC   | GOA    | TGO   | HEE   | HVV   | HER   | RCH   | SHS   | SIT   | SVV   | VSV    | WAG   | ZFC   |
| ---------- | ----- | ----- | ----- | ------ | ----- | ----- | ------ | ----- | ----- | ----- | ----- | ----- | ----- | ----- | ----- | ------ | ----- | ----- |
| Be Quick   |       | 2 – 2 | 1 – 2 | 4 – 1  | 2 – 6 | 0 – 0 | 5 – 2  | 6 – 1 | 1 – 1 | 1 – 1 | 2 – 1 | 3 – 1 | 0 – 3 | 4 – 4 | 2 – 2 | 2 – 6  | 4 – 3 | 3 – 1 |
| Blauw-Wit  | 4 – 1 |       | 2 – 2 | 5 – 0  | 8 – 0 | 5 – 2 | 6 – 1  | 1 – 0 | 2 – 1 | 6 – 0 | 4 – 2 | 4 – 0 | 0 – 0 | 4 – 3 | 4 – 2 | 1 – 0  | 4 – 1 | 1 – 1 |
| DHC        | 0 – 0 | 0 – 0 |       | 1 – 0  | 4 – 0 | 2 – 1 | 4 – 1  | 3 – 0 | 2 – 1 | 1 – 2 | 2 – 0 | 2 – 0 | 3 – 1 | 0 – 0 | 3 – 0 | 4 – 1  | 5 – 0 | 0 – 0 |
| EBOH       | 1 – 3 | 2 – 3 | 0 – 2 |        | 1 – 1 | 2 – 1 | 1 – 0  | 3 – 3 | 0 – 0 | 1 – 1 | 0 – 3 | 4 – 4 | 3 – 1 | 2 – 1 | 2 – 1 | 3 – 4  | 2 – 1 | 0 – 2 |
| Eindhoven  | 2 – 1 | 0 – 5 | 2 – 2 | 5 – 1  |       | 2 – 2 | 2 – 0  | 0 – 0 | 1 – 1 | 0 – 0 | 0 – 1 | 1 – 1 | 0 – 0 | 1 – 1 | 1 – 2 | 1 – 2  | 4 – 3 | 1 – 0 |
| Excelsior  | 1 – 5 | 3 – 4 | 0 – 1 | 5 – 1  | 3 – 2 |       | 1 – 1  | 3 – 1 | 3 – 1 | 4 – 2 | 3 – 1 | 3 – 1 | 3 – 2 | 3 – 0 | 4 – 2 | 5 – 0  | 3 – 0 | 5 – 3 |
| Go Ahead   | 5 – 1 | 0 – 3 | 2 – 1 | 3 – 3  | 1 – 2 | 1 – 1 |        | 1 – 1 | 2 – 1 | 0 – 2 | 1 – 2 | 2 – 2 | 2 – 3 | 3 – 3 | 0 – 2 | 1 – 1  | 4 – 5 | 1 – 0 |
| 't Gooi    | 1 – 2 | 0 – 3 | 1 – 1 | 4 – 3  | 6 – 4 | 1 – 1 | 1 – 2  |       | 0 – 6 | 1 – 0 | 0 – 3 | 1 – 0 | 4 – 3 | 2 – 1 | 0 – 0 | 2 – 0  | 3 – 1 | 1 – 0 |
| Heerenveen | 4 – 0 | 0 – 1 | 4 – 2 | 0 – 2  | 2 – 0 | 3 – 1 | 10 – 1 | 4 – 1 |       | 2 – 3 | 1 – 1 | 3 – 2 | 4 – 1 | 2 – 0 | 3 – 0 | 1 – 1  | 3 – 4 | 3 – 1 |
| Helmond    | 1 – 0 | 1 – 4 | 0 – 1 | 0 – 2  | 2 – 1 | 2 – 0 | 2 – 2  | 1 – 3 | 2 – 1 |       | 0 – 2 | 0 – 4 | 4 – 0 | 3 – 6 | 0 – 1 | 2 – 1  | 1 – 1 | 1 – 2 |
| Heracles   | 2 – 2 | 2 – 4 | 3 – 1 | 11 – 0 | 5 – 0 | 1 – 0 | 4 – 1  | 6 – 1 | 4 – 1 | 3 – 1 |       | 5 – 1 | 2 – 1 | 6 – 0 | 7 – 2 | 10 – 2 | 7 – 0 | 4 – 1 |
| RCH        | 3 – 0 | 0 – 2 | 1 – 1 | 1 – 2  | 0 – 0 | 2 – 2 | 1 – 2  | 0 – 2 | 2 – 0 | 4 – 1 | 2 – 5 |       | 2 – 1 | 1 – 0 | 2 – 3 | 2 – 4  | 5 – 1 | 3 – 5 |
| SHS        | 2 – 3 | 1 – 2 | 3 – 3 | 1 – 0  | 1 – 1 | 3 – 1 | 1 – 1  | 1 – 0 | 1 – 3 | 2 – 0 | 3 – 1 | 2 – 3 |       | 3 – 4 | 3 – 1 | 1 – 0  | 0 – 2 | 1 – 1 |
| Sittardia  | 2 – 2 | 2 – 4 | 0 – 2 | 2 – 0  | 2 – 1 | 2 – 3 | 2 – 1  | 5 – 2 | 2 – 1 | 2 – 0 | 4 – 3 | 3 – 2 | 2 – 1 |       | 1 – 0 | 2 – 1  | 3 – 2 | 0 – 0 |
| SVV        | 2 – 0 | 1 – 4 | 0 – 5 | 1 – 1  | 1 – 2 | 2 – 0 | 4 – 0  | 2 – 2 | 1 – 0 | 2 – 2 | 2 – 1 | 5 – 2 | 2 – 2 | 0 – 2 |       | 1 – 0  | 1 – 1 | 3 – 1 |
| VSV        | 2 – 1 | 1 – 5 | 0 – 4 | 5 – 0  | 2 – 0 | 0 – 5 | 1 – 3  | 1 – 2 | 1 – 0 | 4 – 1 | 1 – 2 | 0 – 0 | 4 – 1 | 0 – 0 | 0 – 2 |        | 2 – 0 | 0 – 2 |
| Wageningen | 3 – 2 | 0 – 1 | 0 – 1 | 6 – 0  | 4 – 2 | 3 – 0 | 1 – 3  | 5 – 2 | 1 – 3 | 3 – 2 | 2 – 2 | 3 – 0 | 2 – 1 | 2 – 0 | 0 – 2 | 2 – 2  |       | 5 – 2 |
| ZFC        | 2 – 0 | 3 – 2 | 0 – 3 | 4 – 1  | 2 – 1 | 0 – 0 | 1 – 1  | 0 – 2 | 1 – 0 | 2 – 1 | 2 – 3 | 6 – 1 | 0 – 0 | 2 – 0 | 3 – 0 | 1 – 2  | 0 – 3 |       |

### Topscorers
| #  | Naam            | Club       | Goal |
| -- | --------------- | ---------- | ---- |
| 1. | Wim Bleijenberg | Blauw-Wit  | 29   |
| 2. | Herman Vrielink | Heracles   | 28   |
| 3. | Joop Schuman    | Heracles   | 27   |
| 3. | Piet Slui       | Excelsior  | 27   |
| 5. | Roel Greving    | Heracles   | 23   |
| 6. | Sikke Venema    | Heerenveen | 22   |
| 7. | Cor van Galen   | DHC        | 21   |
| 8. | Ger Clement     | Blauw-Wit  | 20   |
| 8. | Toon Meerman    | Excelsior  | 20   |
| 8. | Hennie van Nee  | Heracles   | 20   |

## Promotie
De Volewijckers en DHC, de nummers twee van Eerste divisie A en B, speelden een play-off over twee wedstrijden voor een plek in de Eredivisie op neutraal terrein. Volewijckers wonnen (2–2 en vervolgens na een replay 3–1) en moesten daarop spelen tegen Eredivisionist Elinkwijk om echt in de Eredivisie terecht te komen. De Amsterdammers wonnen met resp. 4–3 en 4–4.
| Datum + plaats                                                                             | Wedstrijd                   | Uitslag                    | Scoreverloop |
| ------------------------------------------------------------------------------------------ | --------------------------- | -------------------------- | --- |
| 18 juni 1961, Den Haag, Houtrust 22.000 toeschouwers Scheidsrechter: Piet Roomer           | De Volewijckers – DHC       | 2 – 2 (2 – 2) (1 – 0) n.v. | 4' Wout Schaft 1–0, 52' Jan van Miert 1–1, 69' Cor van Galen 1–2, 79' Wout Schaft 2–2 |
| 25 juni 1961, Utrecht, Galgenwaard 18.000 toeschouwers Scheidsrechter: Leo Horn            | DHC – De Volewijckers       | 1 – 3 (1 – 1)              | 13' Piet Boogaard 0–1, 19' Jan van Miert (pen.) 1–1, 68' Wout Schaft 1–2, 82' Piet Boogaard 1–3                                                                                                  |
|                                                                                            |                             |                            | |
| 30 juni 1961, Amsterdam, Olympisch Stadion 35.000 toeschouwers Scheidsrechter: Wim Beltman | De Volewijckers – Elinkwijk | 4 – 3 (3 – 1)              | 18' Hassie van Wijk 1–0, 22' Wout Schaft 2–0, 36' Jan de Jongh 2–1, 41' Piet Boogaard 3–1, 46' Michel Kruin 3–2, 78' Willy van 't Hek 4–2, 82' Michel Kruin 4–3                                  |
| 5 juli 1961, Utrecht, Amsterdamsestraatweg 17.000 toeschouwers Scheidsrechter: Piet Roomer | Elinkwijk – De Volewijckers | 4 – 4 (1 – 0)              | 40' Jan de Jongh 1–0, 60' Michel Kruin 2–0, 69' Henny van Egdom 3–0, 71' Wout Schaft 3–1, 78' Louk Kragten (pen.) 4–1, 81' Wout Schaft 4–2, 86' Wout Schaft 4–3, 88' Humphrey Mijnals (e.d.) 4–4 |

## Degradatie
EDO en Helmond, de nummers zeventien van Eerste divisie A en B, speelden een beslissingswedstrijd tegen degradatie naar de Tweede divisie op neutraal terrein. Helmond won met 6–2 en handhaafde zich daarmee in de Eerste divisie. EDO kon zich vervolgens handhaven in de Eerste Divisie, door Wilhelmina uit de Tweede divisie te verslaan. Na drie duels mislukte dat, waardoor ook EDO naar de Tweede divisie degradeerde.
| Datum + plaats                                                                       | Wedstrijd     | Uitslag       | Scoreverloop |
| ------------------------------------------------------------------------------------ | ------------- | ------------- | --- |
| 25 juni 1961, Breda, Beatrixstraat 1.500 toeschouwers Scheidsrechter: Jan Bronkhorst | Helmond – EDO | 6 – 2 (3 – 1) | 5' Doby Peters 0–1, 24' Van de Kerkhof 1–1, 31' Van de Kerkhof 2–1, 44' Wim van der Plas 3–1, 50' Van de Kerkhof 4–1, 64' Thieu Houben 5–1, 75' Leen Plaizier (pen.) 5–2, 78' Wim van der Plas 6–2 |

Eerste klasse

1955/56

Eerste divisie

1956/57 · 1957/58 · 1958/59 · 1959/60 · 1960/61 · 1961/62 · 1962/63 · 1963/64 · 1964/65 · 1965/66 · 1966/67 · 1967/68 · 1968/69 · 1969/70 · 1970/71 · 1971/72 · 1972/73 · 1973/74 · 1974/75 · 1975/76 · 1976/77 · 1977/78 · 1978/79 · 1979/80 · 1980/81 · 1981/82 · 1982/83 · 1983/84 · 1984/85 · 1985/86 · 1986/87 · 1987/88 · 1988/89 · 1989/90 · 1990/91 · 1991/92 · 1992/93 · 1993/94 · 1994/95 · 1995/96 · 1996/97 · 1997/98 · 1998/99 · 1999/00 · 2000/01 · 2001/02 · 2002/03 · 2003/04 · 2004/05 · 2005/06 · 2006/07 · 2007/08 · 2008/09 · 2009/10 · 2010/11 · 2011/12 · 2012/13 · 2013/14 · 2014/15 · 2015/16 · 2016/17 · 2017/18 · 2018/19 · 2019/20 · 2020/21 · 2021/22 · 2022/23 · 2023/24 · 2024/25

Eredivisie · Eerste divisie · Johan Cruijff Schaal · KNVB Beker · Play-offs